# Вентрикуларна дисинхронија
Вентрикуларна дисинхронија или раније коришћен назив  миокардна неуједначеност вентрикуларне активације је медицински термин који се користи за описивање стања када коморе срца не успевају да куцају по координисаном обрасцу.
Коморе срца морају се потпуно напунити крвљу пре пумпања како би се крв ефикасно усмерила до остатка тела. Када рад срчаних комора није синхронизован, тада су покрети срца неусаглашени, што резултује неефикасним пумпаљем крви.
Ако откуцаје срца замислимо као кореографску плесну рутину - чак и један корак погрешно изведен, може нарушити читав плесни ток. Према томе слично плесу, срчани мишић се мора активирати и пумпати у врло координисаном процесу како би на адекватан начин потиснуо крв до најудаљенијих делова тела.
Проблеми се јављају када срчане коморе (одговорне за дистрибуцију крви у телесне органе) не могу координисати своје контракције. Када су коморе некоординисане, настаје поремећај назван вентрикуларна дисинхронија која може пореметити физиолошки проток крви кроз срце.
Срце током откуцаја настоји да се коморе заједно стежу како би крв потиснули до остатка тела. Ако временски период вентрикуларних контракција није усклађен, тада коморе нису у стању да ефикасно шаљу крв до остатка тела и крв се може накупити у срцу. Када се крв накупи у срцу, настаје поремећај познат као конгестивна срчана инсуфицијенција.
С обзиром да се вентрикуларна дисинхронија понекад може јавити у срчаној инсуфицијенцији са систолном дисфункцијом, она се може лечити терапијама које користе пацијенти са конгестивном срчаном инсуфицијенцијом. Иако се ова два стања у великој мери преклапају, људи са вентрикуларном дисинхронијом такође могу имати користи од додатних третмана попут терапије ресинхронизацијом срца.

## Опште информације
Срчани мишић је одговоран за циркулацију крви по целом телу. Срце има четири шупљину, две горње (преткоморе) и две доње (коморе), са по једном преткомором и једном комором на десној и левој страни срца. 
Крв која се враћа из других делова тела и више није богата кисеоником, улази кроз горњу десну преткомору срца. Та крв се затим упумпава уиз десне коморе и кроз плућну артерију у плућа да апсорбује више кисеоника. Ова крв богата кисеоником се затим упумпава у горњу леву преткомору срца, а затим у доњу леву комору пре него што се испумпава у тело кроз аорту.
Да би срце ефикасно пумпало крв, све четири коморе морају радити синхронизовано и пумпати у тачно одређеним временским интервалима. Када коморе срца, не успевају да куцају по координисаном обрасцу, настаје стање које се назива вентрикуларна дисинхронија.

## Етиопатогенеза
Вентрикуларна дисинхронија изазвана је нестабилним електричним импулсима који доводе до тога да срчане коморе испадну из синхронизације. Ово стање ограничава пуњење комора крвљу као што би иначе и узрокује неефикасан рад срца. 
Процењује се да је код око 5,7 милиона Американаца у 2009. дијагностиковано конгестивно затајење срца, од чега половина од њих има систолну дисфункцију. Рани извештаји чији је циљ био разумевање природне историје овог стања указивали су на важност ширине QRS комплекса као независног маркера смрти. Прецизније, појединци са ширим QRS комплексом и/или обрасцима блока гране левог снопа (ЛБББ), прошли су горе у односу на своје колеге, јер су пацијенти са QRS комплексом ширине > 120 мс имали за 15% већи морталитет у поређењу са пацијентима са QRS комплексом ширинама < 120 мс - независно од старости, фракције избацивања, тежине или етиологије срчане инсуфицијенције.
Генерисано је неколико хипотеза које објашњавају овај разлог, од којих је најуверљивија усредсређен на концепт вентрикуларне дисинхроније или раније познат као миокардна неуједначеност вентрикуларне активације.

### Узроци дисинхроније
Најчешћи узроци вентрикуларне дисинхроније су болести које оштећују срчани мишић, као што су: 
- претходни инфаркт миокарда - или срчани удар.
- абнормални срчани ритмови или аритмије нпр. узроковано блокадом гране левог Хисовогг снопа
- неки генетски поремећаји попут хипертрофичне опструктивне кардиомиопатија
- стање повезано и са пацијентима којима је дијагностикована срчана инсуфицијенција..[3]

Међутим, у одређеним случајевима није увек јасно шта узрокује дисинхронију код неких пацијеанта.

## Врсте вентрикуларне дисинхроније
Вентрикуларна дисинхронија подељена је на неколико типова; неки типови се заснивају на анатомској локацији дисинхроније и укључују:

### Атриовентрикуларна дисинхронија
Главне карактеристике ове врсте дисинхроније су:
- кашњење између преткоморске и коморске контракције
- смањено пуњење коморе због скраћеног времена пуњења комора и ране контракције преткоморе
- инсуфицијенција митралног вентила са касном дијастолном регургитацијом

### Интравентрикуларна дисинхронија
Најчешће се види на ехокардиограму када постоји абнормално кретање унутар леве коморе. У многим случајевима, део леве коморе се активира рано, док је активација другог дела одлажена, што резултује неравнотежом силе која се може генерисати унутар коморе.
Главне карактеристике ове врсте дисинхроније су:
- кашњење између активације и контракције десне и леве коморе,[8]
- парадоксално померање септума са померањем септума према левој комори
- смањена ејекциона фракција леве коморе

### Интервентрикуларна дисинхронија
Овај облик дисинхроније настаје када се десна и лева комора стежу одвојено једна од друге. Десна и лева комора обично су темпиране за заједнички рад на потискивању крви у друге органе тела. Када се промени кретање две коморе, тада се може смањити њихова способност пумпања крви.
Главне карактеристике ове врсте дисинхроније су:
- нарушавање нормалног редоследа активације и контракције између сегмената зида
- неусклађеност контракције између сегмената зида коморе
- рани контрахујући сегменти не доприносе избацивању и касније се истежу
- веће напрезање зида у касним контракцијским сегментима
- погоршање митралне регургитације

### Дијастолна дисинхронија
Дијастолни период срчаног циклуса настаје када се срце напуни крвљу. Дисинхронија током овог дела може изазвати абнормалности током фазе пуњења.

### Систолна дисинхронија
Систолни период се јавља када срце избацује крв у друге органе у телу. Абнормалности у кретању срца током овог периода називају се систолна дисинхронија.
Иако различите врсте дисинхроније у суштини на исти начин доводе до тога да се крв не креће ефикасно у остатак тела, за кардиологе су важне специфичне врсте дисинхроније, како би ефикасније управљали болешћу.

## Клиничка слика
Вентрикуларна дисинхронија повезана је са пацијентом који има срчану инсуфицијенцију. Не постоје физички симптоми код пацијената са вентрикуларном дисинхронијом. Међутим, они могу доживети симптоме срчане инсуфицијенције, јер су те две болести блиско повезане.
Симптоми срчане инсуфицијенције могу укључивати:
- Сув кашаљ, нарочито у лежећем положају
- Збуњеност, поспаност и дезоријентација код старијих људи
- Вртоглавица, несвестица, умор или слабост
- Накупљање течности, посебно у ногама, глежњевима и стопалима
- Повећано мокрење ноћу
- Мучнина, отицање абдомена, осетљивост или бол (могу настати услед накупљања течности у телу и накупљања крви у јетри)
- Повећање телесне тежине (због накупљања течности)
- Губитак тежине као мучнина узрокује губитак апетита и тело не успева да добро апсорбује храну
- Убрзано дисање, плавичаста кожа и осећај немира, анксиозности и гушења
- Недостатак даха и загушење плућа док се крв враћа у плућа
- Лако заморно
- Звиждање и грчеви дисајних путева слично као код астме

## Дијагноза
Дијагноза вентрикуларне дисинхроније скоро увек се поставља током или након дијагнозе срчане инсуфицијенције.
Ехокардиографија
Ехокардиограм као неинвазивна имиџинг процедура, која користи ултразвук за стварање покретне слике рада срца најчешће се користи као дијагностички алат за дијагнозу вентрикуларне дисинхроније.
На ехокардиограму интервентрикуларна дисинхронија се може проценити мерењем интервентрикуларног механичког кашњења мереног као временска разлика између затварања аортног и плућног залиска.
На ехокардиограму интравентрикуларна дисинхронија се може приказати и проценити доплером ткива  или ехокардиографијом упоређивањем контракције задњег зида са временом фазе брзог пуњења.
МРТ
Додатни тестови снимања, као што су магнетна резонантна томографија (МРТ) срца, током које се парадоксално померање септума срца са превременом контракцијом десне коморе може визуелизовати на монитору. 
МРТ или праћење карактеристика промена може се користити за процену интравентрикуларне дисинхроније..Поред тога, МРТ може показати дифузну фиброзу миокарда, ожиљно ткиво или неспособност митралне валвуле .
Радиографија
Радиографија или рендгенски снимак грудног коша, могу се користити да би се утврдило да ли је срце увећано (ако ехокардиограм није поуздан).
Радиолошки извештај треба да садржи следећи опис:
- срчани волумен и мерења волумена
- абнормалности покрета срчаног зида
- доказ механичке дисинхроније ако је она очигледан или присутна
- асиметричност хипертрофије
- доказ дифузне фиброзе миокарда или присутво ожиљка миокарда
- неспособност (инсуфицијенцију) митралног залистка

Електрокардиограм
Електрокардиограм (ЕКГ) је још једна неинвазивна процедура и може се користити за испитивање електричне активности срца.

## Терапија
Терапија вентрикуларне дисинхроније усмерена је на корекцију абнормалног срчаног ритма терапијом ресинхронизације срца и корекцију симптома срчане инсуфицијенције.
Терапија ресинхронизације срца, позната је и као бивентрикуларни стимулатор, усмерен на регулисање абнормалног срчаног ритма уградњом електростимулатора срца (пејсмејкера) непосредно испод кључне кости. Уређај прати откуцаје срца како би открио абнормалне срчане ритмове и емитује импулсе мале електричне енергије како би их исправио. Ова метода ресинхронизује срце и побољшава излаз крви из срца јер координира пумпање леве и десне коморе, смањује цурења крви кроз митрални вентил, тако да мишићи леве коморе могу боље пумпати крв.
Додатне могућности лечења за пацијенте са срчаном инсуфицијенцијом укључују:

### Лекови
У већини случајева пацијенти са срчаном инсуфицијенцијом имају болест до краја живота и захтевају посебне врсте лекове. За стања која изазивају дисинхронију као што су срчана инсуфицијенција, кардиомиопатија или висок крвни притисак, могу се прописати ови леков:
- инхибитори ензима који конвертује ангиотензин (АЦЕ инхибитори),
- блокатори рецептора ангиотензина II (АРБ),
- бета блокатори,
- диуретици.

Иако ови лекови не лече срчану инсуфицијенцију могу ублажити симптоме, побољшати рад срца, успорити напредовање болести и смањити ризик од компликација, хоспитализације и преране смрти.

### Операција
Оперативно лечење може отворити блокиране крвне судове у срцу и вратити нормалан проток крви. Операција за исправљање одређених врста болести срчаних залистака такође може побољшати симптоме срчане инсуфицијенције

### Вентрикуларни помоћни уређаји
Ова помагал помажу болесном срцу да пумпа крв по целом телу. Ови уређаји су коришћени код пацијената од 7 до 70 година.

### Програмирани уређаји за механичку помоћ срцу
Овај програм Института за срце Цедарс-Синаи пружа потпуну најсавременију механичку подршку пацијентима са завршном фазом срчане инсуфицијенције.

### Лечење сродних проблема
- Кориговати или контролисати здравствене проблеме (попут високог крвног притиска или болести коронарних артерија) и све друге узроке срчане инсуфицијенције (попут грознице, анемије или инфекције)
- Промене начина живота - губитак тежине, почетак програма вежбања по одобрењу лекар, смањење количине соли и масти у исхрани, престанак пушења и избегавање алкохола
- Срчана инсуфицијенција која се брзо развија или погоршава мора се хитно лечити у болници.
- Ако постоји озбиљан оток у плућима, кисеоник се даје кроз маску за лице.
- Могу се убризгати диуретици, а за побољшање конфора могу се дати лекови (попут нитроглицерина).
- У неким случајевима може бити потребно користити механички вентилатор за помоћ при дисању.
- Одређени хормони слични адреналину могу се давати краткорочно како би помогли срчаном мишићу да ради ефикасније.

## Превенција
Најбоља ствар коју пацијент може  учинити да смањи ризик од вентрикуларне дисинхроније је да адекватно брине о свом срцу. Ако то редовно и правилно ради, можда ће моћи да спречи нека од стања која изазивају вентрикуларну дисинхронију.
Начини да пацијент бринете о свом срцу укључују:
- Унос хране са ниским садржајем засићених масти.
- Телесно вежбање 30 минута током дана.
- Одржавање адекватног ниво телесне тежине.
- Редовно узимање лекова које је прописао лекар.